# Svinica (montagne)
Pour les articles homonymes, voir Svinica.
Le mont Svinica en slovaque ou Świnica en polonais est situé dans les Hautes Tatras, sur l'arc extérieur des Carpates occidentales, sur la frontière entre la Pologne et la Slovaquie. C'est le sommet possédant une hauteur de culminance de plus de 100 mètres le plus occidental des Hautes Tatras. Il culmine à 2 301 m d'altitude. 